# Тімандра
Тімандра (грец. Τιμάνδρα) — дочка Тіндарея зі Спарти й Леди.
Зрадила з Філеєм свого чоловіка Ехемоса.
Тімандру згадував у своїх промовах римський ритор грецького походження Діона Хрисостома, який вважав її однією з видатних жінок минулого, поряд з воїтелькою Родоґуною, королевою Семірамідою, поетесою Сапфо та Демонассою Кіпрською.